# Aristolochia floribunda
Aristolochia floribunda là một loài thực vật có hoa trong họ Aristolochiaceae. Loài này được Lem. mô tả khoa học đầu tiên năm 1868.